# Geologie van de Alpen
| Geologie van de Alpen |
| --- |
| Weisshorn |
| Tektonische indeling |
| Molassebekken |
| Helvetische Zone |
| Penninische Dekbladen |
| Austroalpiene Dekbladen |
| Zuidelijke Alpen |
| Geologische structuren |
| Aarmassief · Dent Blanche-nappe · Engadin-venster · Hohe Tauern-venster · Periadriatische lijn · Ivrea-zone · Lepontin dome · Rhône-Simplonlijn · Sesia-zone |
| Paleogeografische gebieden |
| Valais-oceaan |
| Briançonnais microcontinent |
| Piëmont-Liguriëbekken |
| Apulische of Adriatische plaat |
| Portaal Geologie |

De geologie van de Alpen is complex, maar komt overeen met die van andere gebergtes die door subductie ontstonden.
De Alpen vormen een onderdeel van een Tertiaire gordel van gebergtes die langs de zuidelijke grens van de continenten Europa en Azië loopt. Deze gordel van gebergtes werd gevormd tijdens de Alpiene orogenese. De gordel lijkt niet continu door te lopen, er zitten gaten tussen bijvoorbeeld de Alpen en de Karpaten. Gebergtevorming heeft wel degelijk overal plaatsgevonden, maar latere subsidentie (daling) van de tussengelegen stukken korst heeft ervoor gezorgd dat de bergen niet continu doorlopen.

## Geologische ligging van de Alpen

Tektonische kaart van het Middellandse Zeegebied, waarop de ligging van de Alpen tussen andere structuren in de Alpiene gebergtegordel te zien is

De Alpen lopen min of meer over in de volgende verwante Alpiene gebergtes: de Apennijnen in het zuidwesten, de Dinarische Alpen in het zuidoosten en de Karpaten in het noordoosten. De Alpen vormen een noordwaarts convexe boog om hun zuidelijke voorland bekken (eigenlijk in het achterland), het Po bekken. Kwartaire en Neogene sedimenten in dit bekken liggen discordant over de zuidelijkste overschuivingen heen. In het noorden is de situatie anders: oostelijk is wel sprake van naar het zuiden dippende voorland afzettingen, waar de overschuivingen overheen liggen. Aan de westkant worden de Alpen voorafgegaan door de Jura, die geologisch deel uitmaken van de Alpen maar een extern massief vormen. Tussen de Alpen en de Jura in ligt een groot bekken, dat het Mittelland vormt. Waarom op juist deze plek een extern massief is ontstaan heeft waarschijnlijk te maken met de zich daarvoor bevindende kristallijne massieven van het Zwarte Woud en de Vogezen.

## Tektonische indeling
De belangrijkste sutuur (grote schuifzone) in de Alpen wordt de Periadriatische lijn genoemd en is door de Alpen van oost naar west te volgen. Deze breukzone is waar gesteentes van de Europese en Adriatische platen nu tegen elkaar liggen.
Ten zuiden van deze zone liggen geplooide naar het zuiden toe overschoven gesteentes van de Zuidelijke Alpen.
Ten noorden van de Periadriatische lijn liggen grofweg drie dekbladstapelingen: de Helvetische, Penninische en Austroalpiene nappes. Deze onderverdeling geeft ook min of meer de afkomst van het gesteente in de nappes aan: de Helvetische nappes bevatten gesteentes afkomstig van de Europese plaat, de Austroalpiene nappes gesteentes afkomstig van de Adriatische plaat, en de Penninische nappes materiaal afkomstig van korst die vroeger tussen de twee platen in zat.

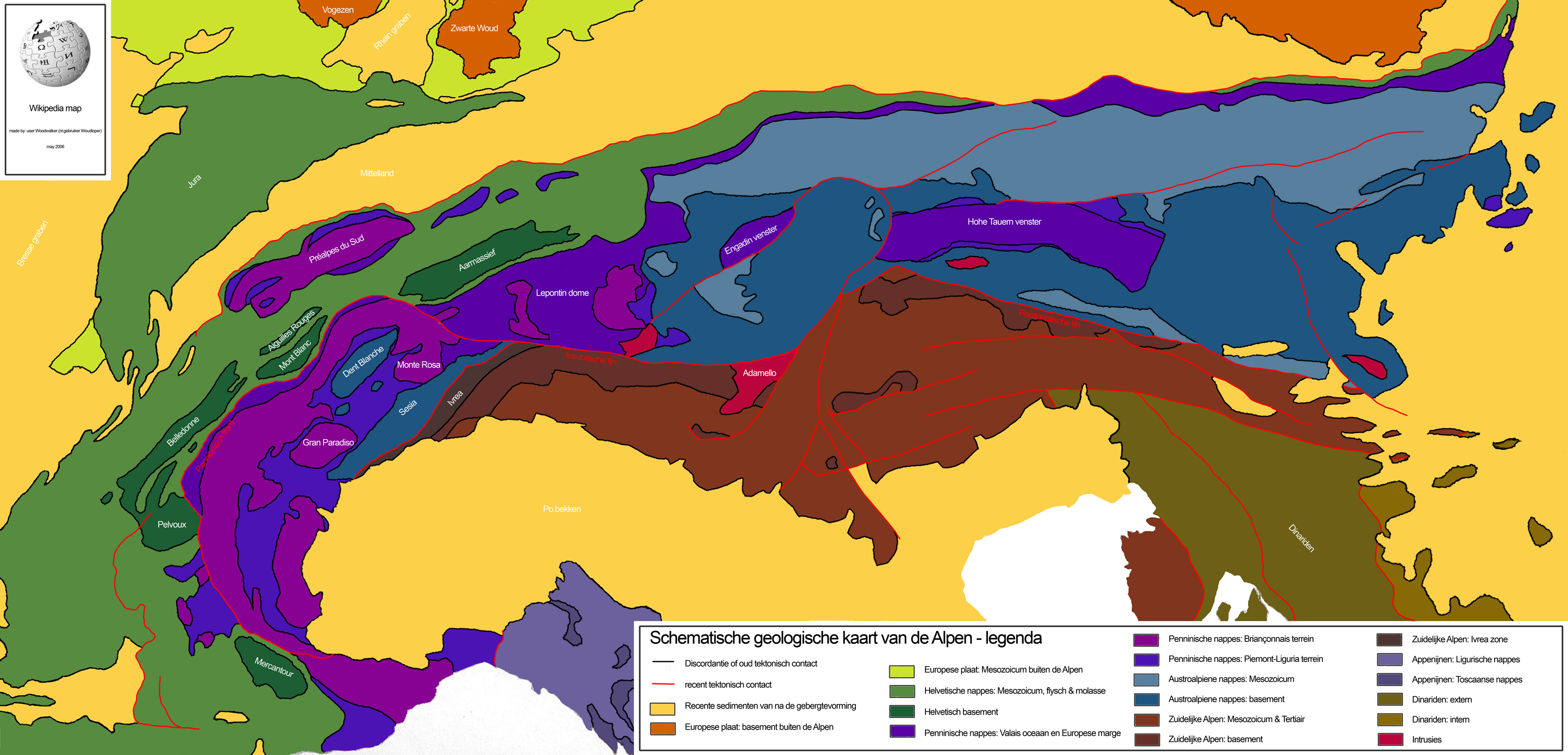
Klik op afbeelding voor grotere versie. Schematische geologische kaart van de Alpen, met de tektonische indeling en de grootste tektonische structuren. Pas op: sommige details van deze kaart en indeling zijn gebaseerd op niet helemaal onomstreden aannames.

## Structurele geologie
Omdat de overschuivingen in de Helvetische, Penninische en Austroalpiene nappes naar het noorden zijn is de dominante vergentie daar noordwaarts, in de Zuidelijke Alpen zijn de overschuivingen naar het zuiden en is de dominante vergentie zuidwaarts.
De Austroalpiene nappes vormen het dominante gesteente in de Oostelijke Alpen, terwijl in het westen deze nappes op een paar plekken na (de Dent Blanche en de Sesia eenheden) weg zijn geërodeerd. In de Westelijke Alpen dagzomen naar het noorden toe de Helvetische nappes, maar soms ligt daar nog gesteenten uit de Penninische nappes overheen, zoals in de Préalpes du Sud ten zuiden van het Meer van Genève.
Op veel plekken in de centrale zone ten noorden van de Periadriatische lijn zijn anticlinoria te vinden, die soms tot uiting komen in structuren die vensters genoemd worden. De Periadriatische lijn buigt ter hoogte van één zo'n venster (bij de Hohe Tauern) naar het noorden om. Het lijkt erop dat hier de Adriatische plaat erg rigide is en daardoor als een zogenaamde indentor werkt.
In centraal Zwitserland ligt de zogenaamde Lepontin dome, waar de (tektonisch onderliggende) Helvetische nappes dagzomen. De dome is gevormd door uplift. De dome wordt in het westen begrensd door de Rhône-Simplonlijn, een breukzone waarlangs afschuiving naar het westen toe plaatsvindt.

## Intrusies
In oud gesteente uit de onderkorst komen intrusies voor die gevormd zijn tijdens de Hercynische orogenese. Deze intrusies zijn dus ouder dan de Alpen, met radiometrische datering is bepaald dat ze rond de 320 Ma oud zijn. Ook komen iets jongere felsische intrusies voor die door extensie in de korst tijdens het Perm en Trias omhoog konden komen.
Intrusies door de vorming van het gebergte zelf komen in de Alpen relatief weinig voor. De grootste bevinden zich ten zuiden van de Periadriatische lijn (zoals de Adamello graniet) of er langs. In de Penninische nappes komen kleinere intrusies voor door het smelten van gesteente.

## Metamorfose
De gesteentes uit de Helvetische en Austroalpiene nappes en in de Zuidelijke Alpen hebben geen hooggradige metamorfose gehad door de Alpiene gebergtevorming. Metamorfe gesteentes die in deze tektonische eenheden voorkomen, zijn afkomstig uit diepere delen van de korst, waar ze (losstaand van de vorming van de Alpen) door de daar heersende temperatuur en druk zijn gemetamorfoseerd. Deze metamorfose kan hooguit tot amfiboliet-facies gaan.
De gesteentes uit de Penninische nappes laten ook eclogiet- en blauwschist-facies metamorfose zien (hoge druk, relatief lage temperatuur). Dat betekent dat deze nappes op dieptes zijn geweest die normaal gesproken in de mantel liggen. Dat kan alleen als de Penninische nappes zijn gesubduceerd en daarna weer geobduceerd.
Contactmetamorfose komt in de Alpen weinig voor omdat er relatief weinig intrusies zijn.

## Tektonische geschiedenis
De Alpen zijn een plooiingsgebergte, de plooiing en overschuivingen zijn het gevolg van verkorting van de aardkorst, die het gevolg is van de convergente plaatbeweging tussen de Europese en Apulische tektonische platen.

### Opbreken van Pangea
Tegen het einde van het Carboon (300 Ma geleden) was de Hercynische orogenese, waarbij het supercontinent Pangea gevormd werd, ten einde. Ten oosten van de terreinen die nu de Alpen vormen lag de Paleo-Tethys Oceaan. Tijdens het Perm werden in Europa vooral zandsteen en conglomeraat afgezet, afbraakproducten van het Hercynische gebergte. Tegelijkertijd vond extensie plaats, omdat het gebergte onder zijn eigen gewicht uit elkaar begon te vallen (orogenic collapse). Daarbij ontstonden overal bekkens langs de bergketen, waarbij ook felsisch vulkanisme voorkwam. Dit vormde het beginstadium van het weer uit elkaar riften van Europa en Afrika. Door de stijgende zeespiegel was aan het begin van het Trias een groot deel van de oostelijke rand van Pangea in een ondiepe binnenzee veranderd, waarbij evaporieten en meer naar het oosten kalksteen werden afgezet.

### Jura
In het vroege Jura (180 Ma) begon een smalle oceaan te ontstaan tussen de noordelijke (Noord-Amerika en Eurazië, ook wel Laurazië genoemd) en zuidelijke (Afrika en Zuid-Amerika) helften van het supercontinent Pangea. De oceanische korst die tussen Europa en Afrika gevormd werd wordt het Piëmont-Liguriëbekken genoemd. Deze oceaan wordt weleens als een deel van de Tethys Oceaan (verder naar het oosten) gezien maar zat daar in plaattektonische zin niet aan vast, er zat een stuk van Afrika dat de Apulische plaat wordt genoemd tussen. (Men heeft het ook weleens over de Alpiene Tethys, waarmee dan een aantal kleinere oceanen tussen de Europese en Afrikaanse/Alpulische platen worden bedoeld) Omdat de zeespiegel in dit tijdperk hoog was, waren al deze oceanen door ondiepe zeeën met elkaar verbonden. Op de continenten werd veel kalksteen gevormd.
In het late Jura schoof het microcontinent Iberia langs Europa naar het oosten, waarbij de Valais Oceaan ertussen ontstond. Zowel de Piëmont-Ligurië als de Valais Oceaan zijn nooit groot geweest, vergelijkbaar met de tegenwoordige Rode Zee of iets breder. Toen aan het einde van het Jura in de oostelijke Alpen de Alpulische plaat naar de Europese toe begon te bewegen ontstonden oceanische troggen, waarin diep mariene sedimenten werden afgezet, zoals radiolarieten en lutieten.

### Eo-Alpiene fase in het Krijt
Het uit elkaar bewegen van Europa en Afrika duurde relatief kort, doordat ook Afrika en Zuid-Amerika uit elkaar begonnen te bewegen bewoog Afrika weer naar Europa toe. In het laat-Krijt vond de eerste continent-continent collisie plaats waarbij het noorden van de Apulische plaat op Europa botste. Deze fase van gebergtevorming wordt de Eo-Alpiene fase genoemd, en is de eerste fase van de vorming van de Alpen. Het deel van de Apulische plaat dat in de Eo-Alpiene fase werd gedeformeerd is het materiaal waaruit later de Austroalpiene nappes zouden ontstaan. De Eo-Alpiene fase is alleen in de gesteentes van de Austroalpiene nappes en de Zuidelijke Alpen terug te vinden, en soms licht in fragmenten van het Piëmont-Liguriëbekken in de Penninische nappes.
De gebieden waar de Eo-Alpiene fase geen of weinig invloed had bleven onder water staan. Op de zuidelijke rand van het Europese continent (de latere Helvetische nappes) lagen ondiepe zeeën, waar enorme pakketten kalksteen werden afgezet gedurende het hele Mesozoïcum. Tegelijkertijd wordt anoxische klei afgezet op de oceanische korst van de Valais en Piëmont-Ligurië oceanen, dit zal later de zogenaamde Bündner leisteen uit de Penninische nappes worden.

### Paleoceen en Eoceen
Nadat de Piëmont-Ligurië oceanische korst onder de Apulische plaat is gesubduceerd, waarbij deze oceaan verdwenen is, kwamen in het Paleoceen het Briançonnais microcontinent en de Valais Oceaan in de subductiezone terecht. Deze terreinen subduceerden tot rond de 70 km diepte, waar ze tijdens het Eoceen de eclogiet-facies bereikten en geïntrudeerd werden. Later zouden dit de Penninische nappes worden. Een deel van de Briançonnais continentale korst subduceerde verder de mantel in. Apulische bovenkorst bleef verder over de Europese korst naar het noorden schuiven, dit materiaal zou de Austroalpiene nappes en de Zuidelijke Alpen gaan vormen. Als in het Eoceen de Europese continentale korst bij de subductiezone (de Apulische plaat) aankomt, begint het stadium van continentale collisie.

### Oligoceen en Mioceen
De onderste delen van de subducerende slab breken af (slab detachment), zodat de slab pull wegvalt en de gesubduceerde korst obduceert. Door het omhoog komen van de verdikte korst ontstaat een enorme opschuiving, die later de Periadriatische lijn wordt. Op de Austroalpiene nappes na lag materiaal van de Apulische plaat ten zuiden (in het neerwaartse blok) van de opschuiving. Ook trad er extensie op in het vroeg Mioceen, waarschijnlijk omdat ten gevolge van de slab detachment de korst omhoog begon te bewegen. Omdat vanuit het zuiden de Apulische plaat nog steeds naar de Europese plaat doorbeweegt vond de extensie vooral in west-oost richting plaats. Ten oosten van de Alpen vond extensie plaats in het Pannonisch bekken, zodat afschuiving in die richting plaats kon vinden. Langs de Periadriatische lijn vond daardoor zo'n 100 km dextrale verplaatsing plaats. Het omhoog komen van de centrale zones van de Alpen zou uiteindelijk leiden tot de vorming van de domes en vensters zoals het Hohe Tauern venster.
Ondertussen beweegt het overschuivingsfront van de Penninische en Austroalpiene nappes als een bulldozer over de bovenste delen van de Europese korst heen, daarbij worden nieuwe opschuivingen in dit materiaal gevormd, dit worden de Helvetische nappes.

### Neogeen
De gebergtevorming gaat nog steeds door dankzij het naar elkaar toe blijven bewegen van de Apulische en Europese platen. Daarbij komt de kern van het gebergte, met daarin de in het Paleoceen en Eoceen gesubduceerde terreinen, steeds verder omhoog. De zuidkant van de Periadriatische lijn beweegt juist naar beneden. Het Po-bekken daalt daardoor.

## Geomorfologie
Het reliëf en landschap van vandaag de dag is een recent verschijnsel: gevormd in het Kwartair en slechts 2 Ma oud. In die periode hebben vijf ijstijden de erosie in het gebergte bepaald. In de ijstijden waren de gletsjers in de Alpen zo lang dat ze het gehele Mittelland van Zwitserland ook bedekten. Daarbij sleten de gletsjers trogdalen uit, schoven in het voorland de bodem op tot heuvels, en rondden de kalksteenbergen van de Jura en Kalkalpen af. Niet zozeer de ijstijden zelf, maar meer de afwisseling van koude met warme perioden zorgde voor een ongekend afbraakproces. Telkens als het ijs smolt werd dit als water door rivieren afgevoerd, die de dalen nog dieper insleten. Telkens als het ijs weer terugkwam werden opnieuw meren en heuvels gevormd.
De laatste IJstijd (het Weichselien) eindigde geologisch gezien gisteren (10 ka of 10.000 jaar geleden) en liet de grote bergmeren aan de rand van de Alpen (onder andere het Meer van Genève, Lago Maggiore, Bodensee, Chiemsee en Gardameer) achter. Deze meren werden gevormd door de eindmorenes van gletsjers die zo'n kilometer dik waren. De enorme morenes van puinmateriaal werden aan de voet van de gletsjers neergelegd, waarbij ze het smeltwater uit het achterland blokkeerden, waardoor enorme meren ontstonden, soms enkele honderden meters diep. De oude kustlijn kan op sommige plekken in de heuvels aan de voet van de Alpen (in feite zijmorenes) worden herkend. Toen de rivier de Aare de natuurlijke dam doorbrak liep het meer leeg, daarbij bleven de huidige meren in midden Zwitserland (Meer van Neuchâtel, Meer van Genève) achter als restanten.
In de gebieden rondom de Alpen zijn veel zwerfkeien te vinden die meegenomen zijn door gletsjers die zo'n 80.000 jaar lang uit de Alpen de vlaktes op stroomden. Onderzoek aan deze zwerfkeien kan vaak de precieze plek van herkomst uitwijzen, zodat de vroegere loop van de gletsjers goed bekend is. Men denkt dat door het opwarmen van de Aarde 10.000 jaar geleden de gletsjers in zo'n 200 à 300 jaar terugtrokken (smolten) tot ongeveer de omvang die ze nu hebben.
Vanaf pakweg 1850 heeft de mens invloed gehad op het landschap en erosie door het aanleggen van irrigatiesystemen en het laten begrazen van hellingen, waardoor moerassen en kleine meertjes zijn verdwenen. De invloed die de mens heeft op het broeikaseffect is waarschijnlijk een belangrijke reden waarom de gletsjers zich sinds ongeveer 1800 sneller terugtrekken.

## Geologisch onderzoek

### Geofysica
In de jaren 80 en 90 zijn verschillende teams bezig geweest door middel van seismiek structuren in de diepere korst onder de Alpen in kaart te brengen. Het resultaat was een aantal gedetailleerde geologische profielen, waardoor het begrip van de diepere structuren onder de Alpen is toegenomen.
Als de seismiek gecombineerd wordt met metingen van de zwaartekracht en mantel-tomografie kan de in de mantel subducerende Europese plaat in beeld gebracht worden. Met tomografie zijn ook een aantal stukken afgebroken slabs te zien dieper in de mantel.